# Pazifikspiele 2023/Tennis/Herrenmannschaft
Der Herren-Mannschaftswettbewerb der Pazifikspiele 2023 war ein Tennisturnier in Honiara.

## Ergebnisse

### Gruppenphase

#### Gruppe A
|   | Team               | S-N | Spiele | Sätze |
| 1 | Tahiti             | 2:0 | 5:0    | 10:0  |
| 2 | Vanuatu            | 1:1 | 3:3    | 6:6   |
| 3 | Nördliche Marianen | 0:2 | 0:5    | 0:10  |

| Team 1  | Team 2             | Ergebnis | Spiel     | Spielerin 1                       | Spielerin 2                                        | Resultat       |
| ------- | ------------------ | -------- | --------- | --------------------------------- | -------------------------------------------------- | -------------- |
| Vanuatu | Nördliche Marianen | 2:1      | 1. Einzel | Fintan Molbaleh                   | Moris Jose Dela Torre Villanueva                   | 5:44, 4:1      |
| Vanuatu | Nördliche Marianen | 2:1      | 2. Einzel | Zachary Sands                     | Colin Nyle Ramsey                                  | 4:2, 4:1       |
| Vanuatu | Nördliche Marianen | 2:1      | Doppel    | Jean Pierre Andre Robert Wong     | Nason Tenacite Wessel June Yu                      | 0:4, 1:4       |
| Tahiti  | Vanuatu            | 3:0      | 1. Einzel | Heimanarii Lai San                | Fintan Molbaleh                                    | 4:1, 4:1       |
| Tahiti  | Vanuatu            | 3:0      | 2. Einzel | Reynald Taaroa                    | Zachary Sands                                      | 5:44, 4:0      |
| Tahiti  | Vanuatu            | 3:0      | Doppel    | Heve Kelley Antoine Voisin        | Fintan Molbaleh Zachary Sands                      | 5:3, 4:0       |
| Tahiti  | Nördliche Marianen | 2:0      | 1. Einzel | Heimanarii Lai San                | Moris Jose Dela Torre Villanueva                   | 4:0, 5:3       |
| Tahiti  | Nördliche Marianen | 2:0      | 2. Einzel | Antoine Voisin                    | Colin Nyle Ramsey                                  | 4:1, 4:1       |
| Tahiti  | Nördliche Marianen | 2:0      | Doppel    | Heimanarii Lai San Antoine Voisin | Colin Nyle Ramsey Moris Jose Dela Torre Villanueva | nicht gespielt |

#### Gruppe B
|   | Team            | S-N | Spiele | Sätze |
| 1 | Guam            | 2:0 | 5:0    | 10:2  |
| 2 | Papua-Neuguinea | 1:1 | 3:2    | 7:4   |
| 3 | Tonga           | 0:2 | 0:6    | 1:12  |

| Team 1          | Team 2 | Ergebnis | Spiel     | Spielerin 1                    | Spielerin 2                       | Resultat       |
| --------------- | ------ | -------- | --------- | ------------------------------ | --------------------------------- | -------------- |
| Tonga           | Guam   | 0:3      | 1. Einzel | Filipe Huni                    | Camden Camacho                    | 1:4, 0:4       |
| Tonga           | Guam   | 0:3      | 2. Einzel | Otufangavalu Noa               | Mason Caldwell                    | 4:2, 4:54, 3:5 |
| Tonga           | Guam   | 0:3      | Doppel    | Filipe Huni Otufangavalu Noa   | Mason Caldwell Camden Camacho     | 4:52, 3:5      |
| Papua-Neuguinea | Tonga  | 3:0      | 1. Einzel | Mark Gibbons                   | Filipe Huni                       | 4:1, 4:0       |
| Papua-Neuguinea | Tonga  | 3:0      | 2. Einzel | Matthew Stubbings              | Otufangavalu Noa                  | 4:1, 4:1       |
| Papua-Neuguinea | Tonga  | 3:0      | Doppel    | Mark Gibbons Matthew Stubbings | Teufolau Huni Filimone Junior Noa | 4:0, 4:6       |
| Papua-Neuguinea | Guam   | 0:2      | 1. Einzel | Mark Gibbons                   | Daniel Llarenas                   | 2:4, 1:4       |
| Papua-Neuguinea | Guam   | 0:2      | 2. Einzel | Matthew Stubbings              | Camden Camacho                    | 4:2, 2:4, 4:55 |
| Papua-Neuguinea | Guam   | 0:2      | Doppel    | Mark Gibbons Matthew Stubbings | Camden Camacho Daniel Llarenas    | nicht gespielt |

#### Gruppe C
|   | Team      | S-N | Spiele | Sätze |
| 1 | Fidschi   | 2:0 | 5:1    | 10:3  |
| 2 | Samoa     | 1:1 | 3:3    | 6:6   |
| 3 | Salomonen | 0:2 | 1:5    | 3:10  |

| Team 1    | Team 2    | Ergebnis | Spiel     | Spielerin 1                               | Spielerin 2                          | Resultat      |
| --------- | --------- | -------- | --------- | ----------------------------------------- | ------------------------------------ | ------------- |
| Salomonen | Samoa     | 1:2      | 1. Einzel | Samuel Ramoni                             | Marvin Soonalole                     | 0:4, 4:52     |
| Salomonen | Samoa     | 1:2      | 2. Einzel | Junior Michael Miki                       | Leon Soonalole                       | 2:4, 2:4      |
| Salomonen | Samoa     | 1:2      | Doppel    | Lachlan Patteson Guba Junior Michael Miki | Darius Carruthers Faafetai Pritchard | 4:2, 4:2      |
| Fidschi   | Salomonen | 3:0      | 1. Einzel | Raynal Ray Singh                          | Lachlan Patteson Guba                | 5:3, 5:3      |
| Fidschi   | Salomonen | 3:0      | 2. Einzel | Charles Cornish                           | Junior Michael Miki                  | 2:4, 4:2, 4:2 |
| Fidschi   | Salomonen | 3:0      | Doppel    | Charles Cornish William O’Connell         | Pyongil Tolowe Justus Samuel Ramoni  | 4:0, 4:0      |
| Fidschi   | Samoa     | 2:1      | 1. Einzel | Raynal Ray Singh                          | Leon Soonalole                       | 0:4, 3:5      |
| Fidschi   | Samoa     | 2:1      | 2. Einzel | Charles Cornish                           | Marvin Soonalole                     | 5:3, 4:1      |
| Fidschi   | Samoa     | 2:1      | Doppel    | Charles Cornish William O’Connell         | Leon Soonalole Marvin Soonalole      | 5:3, 4:1      |

#### Gruppe D
|   | Team          | S-N | Spiele | Sätze |
| 1 | Neukaledonien | 3:0 | 8:0    | 16:1  |
| 2 | Tuvalu        | 2:1 | 5:3    | 11:7  |
| 3 | Cookinseln    | 1:2 | 2:6    | 5:12  |
| 4 | Nauru         | 0:3 | 1:7    | 2:14  |

| Team 1        | Team 2     | Ergebnis | Spiel     | Spielerin 1                         | Spielerin 2                            | Resultat       |
| ------------- | ---------- | -------- | --------- | ----------------------------------- | -------------------------------------- | -------------- |
| Neukaledonien | Tuvalu     | 3:0      | 1. Einzel | Louam Boivin                        | Mathew Pese                            | 1:4, 4:1, 5:44 |
| Neukaledonien | Tuvalu     | 3:0      | 2. Einzel | Heremana Courte                     | Maka Foster Ofati                      | 4:1, 4:1       |
| Neukaledonien | Tuvalu     | 3:0      | Doppel    | Heremana Courte Nell Rollin         | Maka Foster Ofati Mathew Pese          | 5:47, 4:2      |
| Cookinseln    | Nauru      | 2:1      | 1. Einzel | Luke Pierre                         | Nigel Itaia Kanano                     | 3:5, 1:4       |
| Cookinseln    | Nauru      | 2:1      | 2. Einzel | Sebastian Tamarua Payne             | Addi Dallas                            | 4:0, 4:0       |
| Cookinseln    | Nauru      | 2:1      | Doppel    | Jason Pierre Luke Pierre            | Nigel Itaia Kanano Scotty Robert Mikio | 4:2, 4:1       |
| Nauru         | Tuvalu     | 0:3      | 1. Einzel | Scotty Robert Mikio                 | Faolina Tepa Haleti                    | 1:4, 1:4       |
| Nauru         | Tuvalu     | 0:3      | 2. Einzel | Addi Dallas                         | Mathew Pese                            | 0:4, 1:4       |
| Nauru         | Tuvalu     | 0:3      | Doppel    | Addi Dallas Nigel Itaia Kanano      | Felo Feoto Faolina Tepa Haleti         | 1:4, 1:4       |
| Neukaledonien | Cookinseln | 3:0      | 1. Einzel | Nell Rollin                         | Jason Pierre                           | 4:0, 4:1       |
| Neukaledonien | Cookinseln | 3:0      | 2. Einzel | Heremana Courte                     | Sebastina Tamarua Payne                | 4:0, 4:0       |
| Neukaledonien | Cookinseln | 3:0      | Doppel    | Heremana Courte Nell Rollin         | Sebastian Tamarua Luke Pierre          | 4:0, 4:0       |
| Neukaledonien | Nauru      | 2:0      | 1. Einzel | Nell Rollin                         | Scotty Robert Mikio                    | 4:1, 4:0       |
| Neukaledonien | Nauru      | 2:0      | 2. Einzel | Louam Boivin                        | Nigel Itaia Kanano                     | 4:0, 4:2       |
| Neukaledonien | Nauru      | 2:0      | Doppel    | Heremana Courte Nell Rollin         | Addi Dallas Scotty Robert Mikio        | nicht gespielt |
| Cookinseln    | Tuvalu     | 0:2      | 1. Einzel | Luke Pierre                         | Faolina Tepa Haleti                    | 0:4, 2:4       |
| Cookinseln    | Tuvalu     | 0:2      | 2. Einzel | Sebastian Tamanua Payne             | Maka Foster Ofati                      | 5:3, 3:5, 3:5  |
| Cookinseln    | Tuvalu     | 0:2      | Doppel    | Sebastian Tamarua Payne Luke Pierre | Felo Feoto Mathew Pese                 | nicht gespielt |

### Halbfinale
| Team 1  | Team 2        | Ergebnis | Spiel     | Spielerin 1                      | Spielerin 2                    | Resultat       |
| ------- | ------------- | -------- | --------- | -------------------------------- | ------------------------------ | -------------- |
| Tahiti  | Neukaledonien | 2:1      | 1. Einzel | Reynald Taaroa                   | Louam Boivin                   | 6:4, 6:4       |
| Tahiti  | Neukaledonien | 2:1      | 2. Einzel | Heve Kelley                      | Heremana Courte                | 6:1, 3:6, 3:6  |
| Tahiti  | Neukaledonien | 2:1      | Doppel    | Reynald Taaroa Antoine Voisin    | Heremana Courte Nell Rollin    | 6:1, 7:63      |
| Fidschi | Guam          | 0:2      | 1. Einzel | Charles Corrish                  | Daniel Llarenas                | 6:3, 4:6, 3:6  |
| Fidschi | Guam          | 0:2      | 2. Einzel | Raynal Ray Singh                 | Camden Camacho                 | 0:6, 0:6       |
| Fidschi | Guam          | 0:2      | Doppel    | Charles Cornish Raynal Ray Singh | Camden Camacho Daniel Llarenas | nicht gespielt |

### Spiel um Platz 3
| Team 1        | Team 2  | Ergebnis | Spiel     | Spielerin 1                  | Spielerin 2                       | Resultat       |
| ------------- | ------- | -------- | --------- | ---------------------------- | --------------------------------- | -------------- |
| Neukaledonien | Fidschi | 2:1      | 1. Einzel | Louam Boivin                 | Charles Cornish                   | 5:7, 6:3, 6:2  |
| Neukaledonien | Fidschi | 2:1      | 2. Einzel | Heremana Courte              | Raynal Ray Singh                  | 6:2, 6:0       |
| Neukaledonien | Fidschi | 2:1      | Doppel    | Louam Boivin Heremana Courte | Charles Cornish William O’Connell | nicht gespielt |

### Finale
| Team 1 | Team 2 | Ergebnis | Spiel     | Spielerin 1                   | Spielerin 2                    | Resultat      |
| ------ | ------ | -------- | --------- | ----------------------------- | ------------------------------ | ------------- |
| Tahiti | Guam   | 1:2      | 1. Einzel | Heimanaril Lai San            | Daniel Llarenas                | 6:77, 2:6     |
| Tahiti | Guam   | 1:2      | 2. Einzel | Heve Kelley                   | Camden Camacho                 | 0:6, 6:2, 6:0 |
| Tahiti | Guam   | 1:2      | Doppel    | Reynald Taaroa Antoine Voisin | Camden Camacho Daniel Llarenas | 4:6, 4:6      |